# يعقوب ولد دحود
يعقوب ولد دحود  (1973 م تجكجة  -  17 يناير  2011 م المغرب)
 هو الشاب الموريتاني  الذي أقدم على اضرام النار في  نفسه امام القصر الرئاسي في نواكشوط  مقر اقامة الرئيس الموريتاني  محمد ولد عبد العزيز  وذلك احتاجا على الأوضاع  الأقتصادية والسياسية المزرية والمأساوية التي تعيشها البلاد وفساد الطبقة السياسية وقد   لخص  ولد دحود مطالبه وأسباب اقدامه على هذه السابقة  في وصيته التي تركها على صفحته في افيس بوك  و التي 
من أهمها:
- إخراج النشطاء الحقوقيين الذين يحاربون العبودية من السجن المدني
- إلغاء جميع الرسوم والضرائب علي المواد كالأرز، القمح، الزيوت، السكر، والألبان ومراقبة الأرباح الفاحشة عليها
- تعويض رسوم المواد الأساسية بالرسوم علي السجائر والسيارات الفاخرة، والرسوم علي البواخر الأوربية التي تنهب ثرواتنا البحرية والرسوم علي شركات الاتصال
- إخراج زمرة مفسدي الجيش من الحكم في موريتانيا
- تعديل دستوري يعرض علي البرلمان في دورة طارئة يتضمن النقاط التالية:
- لا يحق لعسكري حالي أو سابق أن ينتخب في منصب رئاسة الجمهورية
- لجنة مستقلة لتنظيم الانتخابات وفرز أصواتها والإعلان عن نتائجها.
- إلزامية اقتراح رئيس الوزراء من طرف الكتل الأكثر نوابا في البرلمان
- إلزامية تزكية البرلمان لوزراء العدل، الداخلية، الصحة، المالية، والتعليم
- إلزامية تزكية البرلمان لرؤساء المحاكم والمدعي العام
- إلزامية تزكية البرلمان لأعضاء المجلس الدستوري.
- الإعلان بمرسوم عن انتخابات رئاسية وتشريعية في غضون 3 أشهر من تاريخ المرسوم.

—
و قد اثار اقدام هذا الشاب كثير من النقاش واللغط في الشارع الموريتاني وخصوصا أنه   ابن لأسرة ثرية وينحدر من وسط اجتماعي  معروفة, حيث اعتبرها البعض سابقة خطيرة في المجتمع الموريتاني البدوي المحافظ آخرون ارجعوها إلى المشاكل التي عانا منها الشاب في الآونة الأخيرة مع وزارة الصحة أدت إلى خسارتة مبالغ مالية كبيرة رفضت الوزارة المعنية تعويضه عنها في الفترة الأخيرة من حياته.